# ليكو (لاعب كرة قدم مواليد 1974)
ليكو (بالبرتغالية: Fladimir da Cruz Freitas‏) هو لاعب كرة قدم ومدرب كرة قدم برازيلي في مركز الوسط، ولد في 20 يناير 1974 في البرازيل. لعب مع نادي إس إتش بي دا نانغ ونادي إيسترن سبورتس ونادي سون هي.